# Hersz Berliński

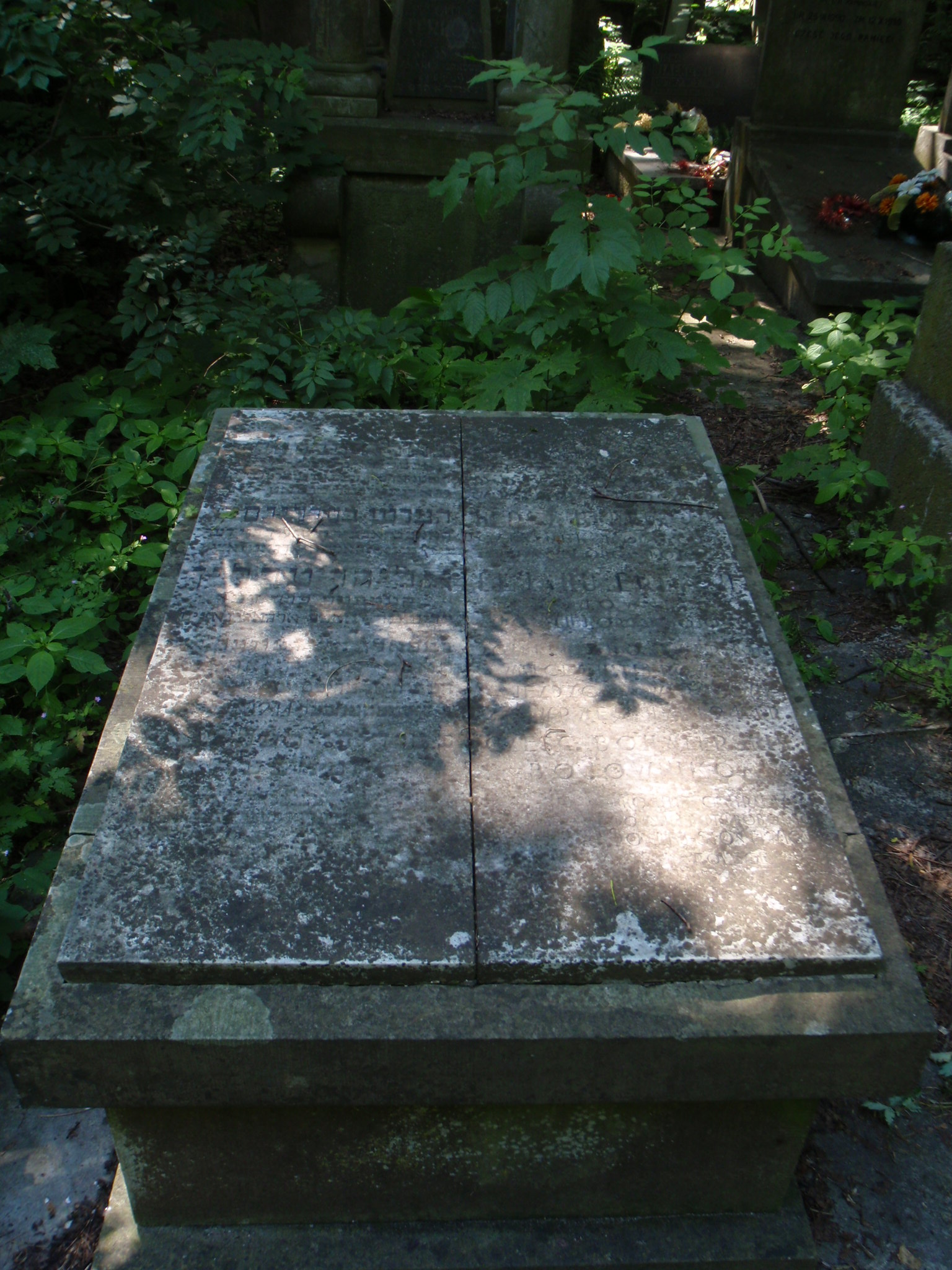
Grób Hersza Berlińskiego, Poli Elster i Eliahu Erlicha na cmentarzu żydowskim w Warszawie

Hersz Berliński, ps. Herszek, Jeleń (ur. 1908 w Łodzi, zm. 27 września 1944 w Warszawie) – żydowski działacz ruchu oporu podczas II wojny światowej, uczestnik powstania w getcie warszawskim i powstania warszawskiego, działacz Poalej Syjon-Lewicy.

## Życiorys
Urodził się w Łodzi w żydowskiej rodzinie robotniczej. Uczęszczał do chederu, a następnie do państwowej szkoły podstawowej. W 1923 wstąpił do bundowskiej młodzieżówki Cukunft. W kolejnym roku przeszedł do Poalej Syjon-Lewicy, gdzie początkowo działał w jej organizacji młodzieżowej. Był komendantem milicji partyjnej w łódzkim oddziale partii.
Po wybuchu II wojny światowej próbował przedostać się do Warszawy. Został aresztowany i osadzony w obozie w Rawie Mazowieckiej, a następnie w Częstochowie, skąd wkrótce po uwięzieniu uciekł. Przedostał się do radzieckiej strefy okupacyjnej, skąd wyjechał do Warszawy. Od 1940 przebywał w getcie warszawskim, gdzie był jednym z głównych działaczy partii Poalej Syjon – Lewica. Został sekretarzem komitetu partyjnego i kierownikiem podziemnej prasy. Działał w Bloku Antyfaszystowskim. Na co dzień pracował w fabryce Landaua. Był także współzałożycielem konspiracyjnej organizacji Młodzież Borochowa (jid. Borochow Jugent).
Po wielkiej akcji deportacyjnej latem 1942 był jednym z najaktywniejszych członków Żydowskiej Organizacji Bojowej (ŻOB). Został wyznaczony na przedstawiciela partii w Komendzie Głównej, gdzie kierował także działem planowania. Brał udział w napadzie na bank w getcie, którego celem było zdobycie pieniędzy na zakup broni.
Podczas powstania w getcie był dowódcą jednej z grup bojowych Poalej Syjon – Lewicy. Walczył na terenie szopu szczotkarzy przy ulicy Świętojerskiej, a potem w getcie centralnym. 10 maja 1943 wyszedł kanałami przy ul. Prostej na stronę aryjską wraz z grupą ok. 30 bojowców. Od tego czasu walczył w oddziale partyzanckim im. Obrońców Getta w lasach wyszkowskich. Swoje wspomnienia zatytułowane Troje. Pola Elster, Hersz Berliński, Eliahu Erlich (Draj. Pola Elster, Hersz Berliński, Eliahu Erlich) spisał w jidysz po stronie aryjskiej. Zostały one wydane w języku oryginału w 1966 w książce pod tym samym tytułem, oraz w języku hebrajskim jako Pamiętniki (Zichronot).
Podczas powstania warszawskiego był żołnierzem oddziału ŻOB. Zginął w czasie walk na Żoliborzu.
19 kwietnia 1945 został pośmiertnie odznaczony Orderem Virtuti Militari V klasy. 29 kwietnia tego samego roku jego szczątki zostały pochowane w alei głównej cmentarza żydowskiego przy ulicy Okopowej w Warszawie (kwatera 39).

## Upamiętnienie
- W 1963 imieniem Hersza Berlińskiego nazwano ulicę Pieprzową w Łodzi, przy której mieszkał w dzieciństwie[6].
- Jego nazwisko umieszczono na tablicy przy pomniku Ewakuacji Bojowników Getta Warszawskiego.